# Грековка (Луганская область)
Грековка (укр. Греківка; до 2016 г. Петро́вское) — село в Сватовском районе Луганской области Украины. Входит в Краснореченскую поселковую общину.
Население по переписи 2001 года составляло 53 человека. В 2024 году в селе оставался один человек.
Почтовый индекс — 92911. Телефонный код — 6454. Занимает площадь 0,653 км². Код КОАТУУ — 4421682203.

## Местный совет
92913, Луганская обл., Сватовский р-н, с. Краснореченское, ул. Центральная, 20